# Micromeria graeca
La colicosa (Micromeria graeca) es un arbusto de la amilia de las labiadas

## Descripción
Arbusto enano de 10-50 cm de alto, cubierto de una borra hasta de una pubescencia áspera, aromático, con numerosos vástagos rectos hasta ascendentes, normalmente no ramificados. Hojas puestas de márgenes enteros, de hasta 12 mm de largo y 7 mm de ancho, ovaladas hasta puntiagudas, con los márgenes vueltos hacia abajo. Flores terminales en verticilos de 2 hasta 8 flores formando inflorescencia en forma de espigas, flojas. Cáliz en forma de copa, de hasta 5 mm de largo, con 13 nervios y 5 dientes desiguales. Corola de color púrpura claro, bilabiada, de 6 mm de largo, raramente más, con el tubo recto y el labio superior en forma de casco. 4 estambres bajo el labio superior. Estilo con 2 ramas de igual longitud. Ovario súpero que se convierte en 4 núculas (clusas). Florece en primavera pero también durante el otoño

## Hábitat
Lugares secos, rocas, paredes, suelos pobres y pedregosos.

## Distribución
En el Mediterráneo. Especie muy rica en formas.

## Variedades ySinonimia
Micromeria graeca
- Satureja graeca L., Sp. Pl.: 568 (1753).
- Clinopodium graecum (L.) Kuntze, Revis. Gen. Pl. 2: 515 (1891).

subsp. consentina (Ten.) Guinea, Bot. J. Linn. Soc. 64: 381 (1971). del sur de Italia y Sicilia.
- Satureja consentina Ten., Fl. Napol. 5: 17 (1835).
- Satureja graeca var. consentina (Ten.) Ces., Pass. & Gibelli, Comp. Fl. Ital.: 302 (1867).
- Clinopodium consentinum (Ten.) Kuntze, Revis. Gen. Pl. 2: 515 (1891).
- Satureja angustifolia C.Presl, Fl. Sicul.: xxxvi (1826).
- Satureja sicula Guss., Fl. Sicul. Syn. 2: 89 (1844).
- Satureja sicula var. virescens Guss., Fl. Sicul. Syn. 2: 89 (1844).

subsp. fruticulosa (Bertol.) Guinea, Bot. J. Linn. Soc. 64: 381 (1971). Oeste y centro del Mediterráneo.
- Thymus fruticulosus Bertol., Amoen. Ital.: 101 (1819).
- Satureja fruticulosa (Bertol.) Grande, Boll. Soc. Bot. Ital. 1912: 177 (1912).
- Micromeria fruticulosa (Bertol.) Šilic, Monogr. Satureja Fl. Jugusl.: 256 (1979).

subsp. garganica (Briq.) Guinea, Bot. J. Linn. Soc. 64: 381 (1971). Sudoeste de Italia.
- Satureja graeca subsp. garganica Briq., Lab. Alp. Mar.: 421 (1895).
- Satureja consentina var. hirsuta Caruel in F.Parlatore, Fl. Ital. 6: 19 (1883).
- Satureja graeca var. garganica Briq., Lab. Alp. Mar.: 421 (1895).

subsp. graeca. De la región del Mediterráneo.
- Thymus hirtus Banks & Sol. in A.Russell, Nat. Hist. Aleppo, ed. 2, 2: 256 (1794).
- Satureja micrantha Hoffmanns. & Link, Fl. Portug. 1: 142 (1810).
- Thymus virgatus Ten., Fl. Napol.: xxxv (1811).
- Satureja congesta Hornem., Hort. Bot. Hafn.: 541 (1815).
- Satureja sessiliflora C.Presl, Fl. Sicul.: xxxvi (1826).
- Micromeria cosentina N.Terracc., Nuovo Giorn. Bot. Ital. 5: 227 (1873).
- Satureja garganica Briq., Lab. Alp. Mar.: 421 (1895).
- Satureja graeca subsp. congesta (Hornem.) Briq., Lab. Alp. Mar.: 416 (1895).
- Satureja graeca var. congesta (Hornem.) Briq., Lab. Alp. Mar.: 417 (1895).
- Satureja graeca var. leptiloba Briq., Lab. Alp. Mar.: 416 (1895).

subsp. imperica Chater, Bot. J. Linn. Soc. 64: 381 (1971). Del oeste y norte de Italia.
- Micromeria thymoides De Not., Prosp. Fl. Ligust.: 54 (1846), nom. illeg.
- Satureja thymoides Nyman, Syll. Fl. Eur.: 102 (1855), nom. illeg.
- Thymus notarisii Zumagl., Fl. Pedem. 1: 226 (1859).
- Clinopodium thymoides Kuntze, Revis. Gen. Pl. 2: 516 (1891).
- Micromeria notarisii (Zumagl.) Gand., Nov. Consp. Fl. Eur.: 367 (1910).
- Satureja graeca subsp. imperica (Chater) Greuter & Burdet, Willdenowia 14: 304 (1984 publ. 1985)

subsp. laxiflora (Post) Mouterde, Nouv. Fl. Liban Syrie 3(2)cover: 3 (1979). De Siria.
- Micromeria graeca var. laxiflora Post, Fl. Syria: 621 (1896).
- Satureja graeca subsp. laxiflora (Post) Greuter & Burdet, Willdenowia 14: 304 (1984 publ. 1985).

subsp. longiflora (C.Presl) Nyman, Consp. Fl. Eur.: 590 (1881). Centro y sur de Italia y sicilia.
- Satureja longiflora C.Presl, Fl. Sicul.: xxxvi (1826).
- Micromeria longiflora (C.Presl) Tod. ex Nyman, Consp. Fl. Eur.: 590 (1881), nom. inval.
- Satureja graeca subsp. longiflora (C.Presl) Briq., Lab. Alp. Mar.: 420 (1895).
- Satureja graeca var. longiflora (C.Presl) Briq., Lab. Alp. Mar.: 421 (1895).

subsp. micrantha (Brot.) Rivas Mart., T.E.Díaz & Fern.Gonz., Itin. Geobot. 3: 138 (1990). De la región del Mediterráneo.
- Thymus micranthus Brot., Fl. Lusit. 1: 176 (1804).
- Satureja canescens Guss., Pl. Rar.: 228 (1826).
- Micromeria canescens (Guss.) Benth., Labiat. Gen. Spec.: 376 (1834).

subsp. tenuifolia (Ten.) Nyman, Consp. Fl. Eur.: 590 (1881). De Cerdeña, Italia y Sicilia.
- Satureja tenuifolia Ten., Fl. Napol.: 33 (1811).
- Micromeria tenuifolia (Ten.) Benth. in A.P.de Candolle, Prodr. 12: 215 (1848).
- Clinopodium densiflorum (Benth.) Kuntze, Revis. Gen. Pl. 2: 515 (1891), nom. superfl.
- Clinopodium tenuifolium (Ten.) Kuntze, Revis. Gen. Pl. 2: 516 (1891).
- Satureja densiflora (Benth.) Briq. in H.G.A.Engler & K.A.E.Prantl, Nat. Pflanzenfam. 4(3a): 299 (1896), nom. superfl.[3]

## Nombres comunes
- Castellano: ajedrea de monte, colicosa, guisopo, hierba de las calenturas, hierba de la virgen, hierba del guisopo, hierba del puaor, hisopo bravo, poleo de varillas, té moro, té moruno, té silvestre, yerba del guisopo.[4]